# Epistolele pastorale
Epistolele pastorale sunt trei dintre epistolele pauline din canonul Noului Testament: 1 Timotei, 2 Timotei și Tit. Părerea majoritară a cercetătorilor contemporani este că epistolele pastorale n-au fost scrise de către apostolul Pavel, fiind scrise de anonimi care s-au dat drept Pavel. Aceste epistole sunt considerate creații ale unor discipoli ai lui Pavel la a doua sau a treia generație după de el.
Cei mai multi cercetători sunt convinși că Pavel nu a scris aceste epistole (1 și 2 Timotei și Tit). În limba greacă stilul lor și vocabularul folosit sunt foarte diferite de cele folosite de Pavel în epistolele indisputabil autentice, plus că bisericile căror se adresa Pavel în epistolele indisputabil autentice erau comunități charismatice (fiecare credincios contribuia conform darului propriu la funcționarea bisericii), lipsite de conducători, iar femeile aveau sarcini importante în funcționarea acestor biserici (o femeie, Iunia, era considerată de Pavel drept prima între apostoli) în timp ce în epistolele pastorale bisericile au episcopi și diaconi (o întreagă ierarhie), iar femeile nu au voie să joace niciun rol în viața acestor comunități bisericești, trebuind să tacă din gură și să asculte de bărbații lor, pentru a păzi astfel Biserica de rătăcirea diavolească; conform acestei concepții femeile se pot mântui doar prin nașterea de copii.